# Ekeby, Börje socken
Ekeby är en by i Börje socken, Uppsala kommun.
Byn är med all förmodan forntida. Gravfältet RAÄ 61, Börje, strax öster om byn har idag 50 gravar (9 högar och ca 41 runda stensättningar), men har varit större och är skadat av odlingar.
Byn omtalas första gången i skriftliga källor 1343 ('in Ekeby'), då kyrkoherde Lars i Börje testamenterade 16 penningland i Ekeby till Börje kyrka. 1366 testamenterades 9 öresland i byn till Uppsala domkyrka, och 1376 hade Uppsala domkyrka 3 markland i byn, bebott av tre lantbönder. Dessa gårdar tre gårdar förblir i domkyrkans ägo fram till 1536, då de dras in av Gustav Vasa och görs till hans privata egendom. Gustav II Adolf donerar 1624 gårdarna till Uppsala universitet. Utöver dessa gårdar fanns 1541 två skatteutjordar lydande under Broby, varav den ena 1548 var torp.